# Ma Liang (Leichtathlet)
Ma Liang (* 22. Juli 1984) ist ein ehemaliger chinesischer Leichtathlet, der sich auf den Hammerwurf spezialisiert hat.

## Sportliche Laufbahn
Erste internationale Erfahrungen sammelte Ma Liang im Jahr 2009, als er bei den Asienmeisterschaften in Guangzhou mit einer Weite von 70,08 m auf Anhieb die Bronzemedaille hinter dem Tadschiken Dilschod Nasarow und Ali Mohamed al-Zankawi aus Kuwait gewann. Anschließend sicherte er sich bei den Ostasienspielen in Hongkong mit 70,74 m die Silbermedaille hinter dem Japaner Hiroaki Doi. Im April 2015 bestritt er seinen letzten offiziellen Wettkampf und beendete daraufhin seine aktive sportliche Karriere im Alter von 30 Jahren.
In den Jahren 2008 und 2009 wurde Ma chinesischer Meister im Hammerwurf.